# 比森特·莫雷諾
比森特·莫雷诺·佩里斯（Vicente Moreno Peris，1974年10月26日—）是一名西班牙足球教練，在退役前曾為一名防守型中场球员。他曾是西班牙人教練。
他职业生涯的大部分时间都在赫雷斯度过，總共参加過412场正式比赛，并在俱乐部效力了11年。他在該球隊执教了七个月。 